# Franciszek Żygis

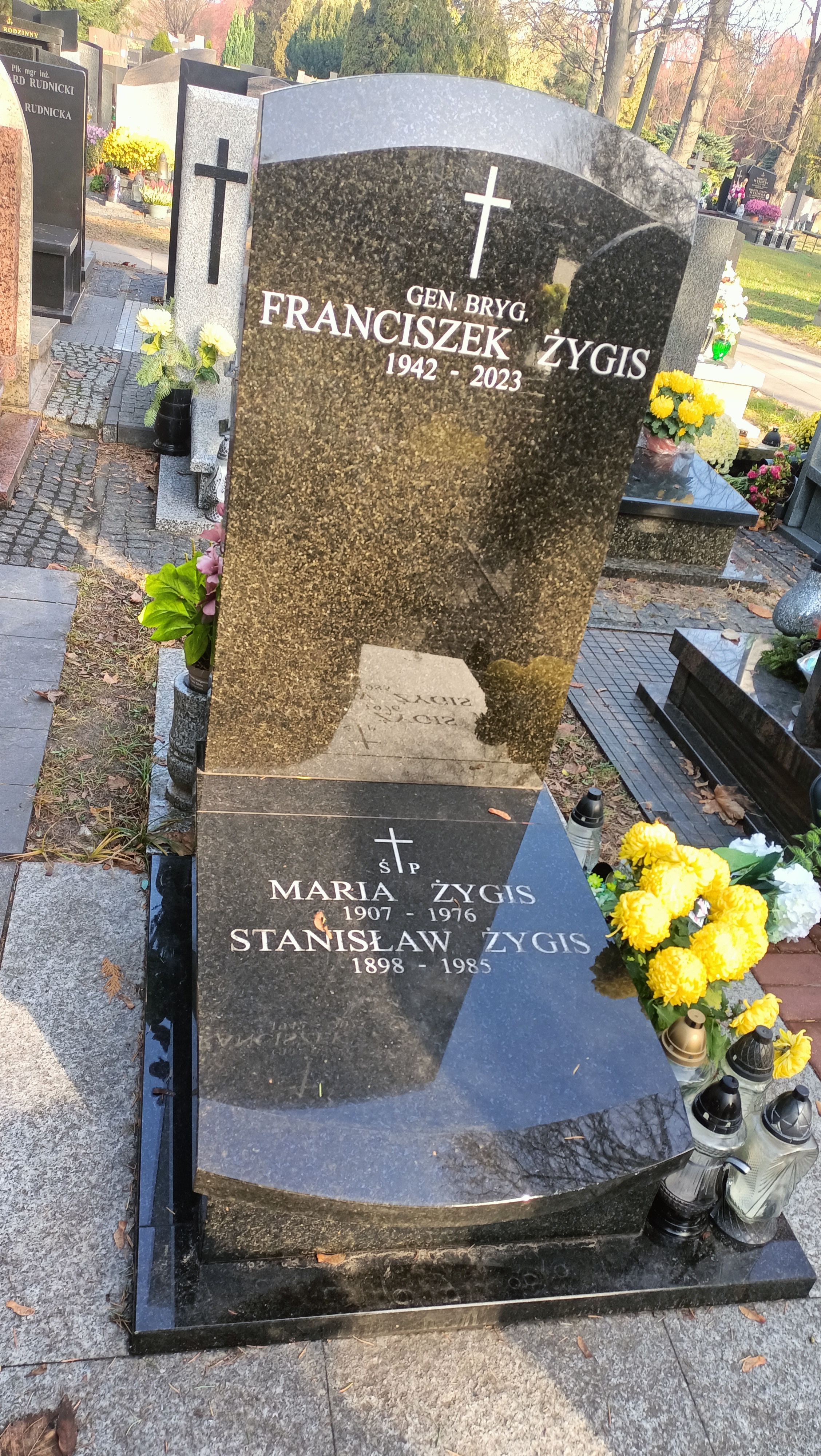
Grób Franciszka Żygisa na cmentarzu Wojskowym na Powązkach

Franciszek Żygis (ur. 6 czerwca 1942 w Tawliny/k. Wilna, zmarł 9 lipca 2023 r. w Warszawie) – generał brygady Wojska Polskiego.

## Wykształcenie
- 1956-1960 – Liceum Ogólnokształcące nr 1 w Brodnicy;
- 1960-1963 – Oficerska Szkoła Radiotechniczna w Jeleniej Górze;
- 1976 – Akademia Sztabu Generalnego WP;
- 1986 – Podyplomowe Studium Operacyjno-Strategiczne w Akademii Sztabu Generalnego WP w Warszawie.

## Kariera wojskowa
- Starszy technik aparatury nadawczo-odbiorczej 40 Dywizjonu Ogniowego w Kołczewie (1963-1967);
- Dowódca baterii radiotechnicznej 22 Dywizjonu Ogniowego (1967-1973);
- Dowódca 40 Dywizjonu Ogniowego 26 Brygady Artylerii OPK (od marca 1973 do kwietnia 1975);
- Szef sztabu 79 Samodzielnego Pułku Artylerii Rakietowej OPK w Poznaniu (od kwietnia 1975 do kwietnia 1978);
- Dowódca 79 Samodzielnego Pułku Artylerii Rakietowej OPK w Poznaniu (od kwietnia 1978 do września 1981);
- Dowódca 4 Brygady Artylerii Rakietowej OPK im. Obrońców Wybrzeża w Gdyni (od września 1981 do stycznia 1985);
- Dowódca 3 Łużyckiej Dywizji Artylerii Obrony Powietrznej Kraju w Warszawie (od stycznia 1985 do stycznia 1986);
- Szef Wojsk Rakietowych i Artylerii Wojsk Obrony Powietrznej Kraju (od lipca 1986 do lipca 1990);
- Szef Wojsk Rakietowych i Artylerii/ Szef Wojsk Obrony Przeciwlotniczej - zastępca dowódcy Wojsk Lotniczych i Obrony Powietrznej (od lipca 1990 do marca 2000);
- Asystent Dowódcy Wojsk Lotniczych i Obrony Powietrznej (od marca 2000 do maja 2002);
- przeniesiony w stan spoczynku w maju 2002, pożegnany oficjalnie przez ministra obrony narodowej Jerzego Szmajdzińskiego;

## Awanse
- podporucznik – 29 kwietnia 1963
- porucznik – 1 października 1966
- kapitan – 21 września 1970
- major – 24 września 1975
- podpułkownik – 22 września 1978
- pułkownik – 28 września 1982
- generał brygady - 11 listopada 1994[2] na mocy postanowienia Prezydenta RP Lecha Wałęsy

## Ordery i odznaczenia
- Krzyż Komandorski Orderu Odrodzenia Polski (2002)[3]
- Krzyż Oficerski Orderu Odrodzenia Polski (1991)
- Krzyż Kawalerski Orderu Odrodzenia Polski (1981)
- Srebrny Krzyż Zasługi (1976)
- Złoty Medal „Siły Zbrojne w Służbie Ojczyzny”
- Srebrny Medal „Siły Zbrojne w Służbie Ojczyzny”
- Brązowy Medal „Siły Zbrojne w Służbie Ojczyzny”
- Złoty Medal „Za zasługi dla obronności kraju”
- Srebrny Medal „Za zasługi dla obronności kraju”
- Brązowy Medal „Za zasługi dla obronności kraju”
- Wpis do Księgi Honorowej Ministra Obrony Narodowej za wybitne osiągnięcia w służbie wojskowej, w szczególności za duży wkład i dokonania w umacnianiu obronności Rzeczypospolitej Polskiej - 23 lipca 2001[4]
- inne odznaczenia

## Osiągnięcia służbowe
- Dowodzony przez niego 42 dywizjon otrzymał w 1974 jedną z najwyższych ocen w historii strzelań bojowych (4,87);
- Dowodzone przez niego oddziały i związki taktyczne trzykrotnie uzyskały oceny bardzo dobre na poligonie rakietowym w Aszałuku;
- Dowodzone przez niego oddziały i związki taktyczne były wyróżniane czterokrotnie (w latach 1978-1985) w dorocznej Dyrektywie do Szkolenia Sił Zbrojnych oraz nagradzane medalami "Za osiągnięcia w służbie wojskowej" i "Za wybitne osiągnięcia w służbie wojskowej";
- Jako pierwszy zorganizował i przeprowadził stzelania bojowe Wojsk Rakietowych Obrony Powietrznej na poligonie w Ustce;
- Zapoczątkował współpracę z Departamentem Obrony USA w zakresie przeciwdziałania rakietom balistycznym.

## Życie prywatne
Syn Stanisława (1907-1983), rolnika i Marii z domu Gradzewicz (1913-1976). Żonaty od 1964 z Krystyną Kosiorowską, ekonomistką, dwie córki.